# سعد الله سعدي أفندي
سعد الله سادي أفندي Sadullah Sadi Efendi (توفي 21 فبراير 1539م ، في إسطنبول)، هو عالم دين، أستاذ، قاضي، مفتي الدولة العثمانية / شيخ الإسلام.